# Felpéci-csatorna
A Felpéci-csatorna a Kisalföldön ered, Győr-Moson-Sopron vármegyében, mintegy 250 méteres tengerszint feletti magasságban. A patak forrásától kezdve északnyugati-északi irányban halad, majd Győrszemerénél eléri a Sokorói-Bakony-ért.

## Part menti települések
- Felpéc
- Győrszemere